# هربرت رايت
هربرت هنري رايت (2 أكتوبر 1880 - 21 سبتمبر 1944) هو سياسي كندي من مانيتوبا. خدم في الهيئة التشريعية لمانيتوبا من عام 1936 إلى عام 1941. 
ولد رايت في يوجينيا فولز في أونتاريو،  وتلقى تعليمه في إيمرسون، مانيتوبا وفي كلية ويسلي في وينيبيغ. عمل سمساراً جمركياً. جارب رايت أيضًا في الحرب العالمية الأولى، حيث خدم مع الكتيبة التاسعة والعشرين من قوة المشاة الكندية من عام 1914 إلى عام 1919 كحامل مدفع رشاش.
ترشح لأول مرة للهيئة التشريعية في مانيتوبا في انتخابات المقاطعات عام 1927 كمرشح ليبرالي في إمرسون. واحتل المركز الثاني بعد المرشح التقدمي روبرت كوران بخسارة 139 صوتا.
انضم رايت لاحقًا عام 1932 إلى مجموعة من الليبراليين الذين عارضوا تحالف الحزب واندماجه لاحقا مع التقدميين. قام بحملته الانتخابية في انتخابات المقاطعات عام 1936 بصفته ليبراليًا مستقلًا، وهزم كوران بعشرين صوتًا. تم انتخاب ليبرالي مستقل واحد فقط، وخدم رايت في مقاعد المعارضة للسنوات الأربع التالية.
في عام 1940، أيد رايت الحكومة الائتلافية المكونة من جميع الأحزاب التي أنشأها رئيس الوزراء الليبرالي التقدمي جون براكن. قام بحملة لإعادة انتخابه في انتخابات عام 1941 كمرشح ليبرالي تقدمي رسمي، لكنه خسر أمام جون سولومون المستقل الموالي للتحالف بأغلبية 701 صوتًا.
توفي رايت في مستشفى وينيبيغ العام عن عمر يناهز 64 عامًا. 